# Bufferstaat

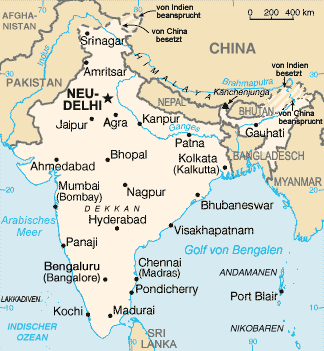
Bhutan en Nepal tussen India en China in.

Een bufferstaat is een land dat tussen twee rivaliserende en mogelijk vijandelijke grootmachten ligt. Het land bestaat dan ook expliciet om een conflict tussen de twee landen te voorkomen. De meeste bufferstaten hebben dan ook meestal een neutraal buitenlands beleid, wat hen verschillend maakt met satellietstaten. In een oorlog zal deze bufferstaat dan ook de eerste klap opvangen.

## Effectiviteit volgens empirisch onderzoek
Onderzoek toont aan dat bufferstaten aanzienlijk vaker worden veroverd en bezet dan staten die geen bufferstaat zijn. Dat komt doordat "staten waarvan grootmachten belang hebben bij hun voortbestaan — bufferstaten — in werkelijkheid behoren tot een hoogrisicogroep voor het verdwijnen van staten. Regionale of grootmachten rond bufferstaten staan voor een strategisch dilemma: ze voelen zich gedwongen de bufferstaat over te nemen, uit vrees dat hun tegenstander dat anders zal doen. Bij niet-bufferstaten spelen deze zorgen niet, omdat daar geen directe concurrentie om invloed of controle bestaat."

## Voorbeelden
Voorbeelden van bufferstaten zijn:
- Het Verenigd Koninkrijk der Nederlanden was een bufferstaat tussen Frankrijk en Pruisen. Deze bufferstaat kwam er vooral op aandringen van de dynastie der Oranjes en van het Verenigd Koninkrijk dat elke toekomstige Franse agressie wou voorkomen.
- België, als neutraal landje tussen Frankrijk, Groot-Brittannië en Nederland na de Belgische revolutie in 1830.
- Afghanistan tussen Rusland en Brits-Indië
- Mongolië, tussen de Volksrepubliek China en de Sovjet-Unie, nu Rusland
- Polen na de Eerste Wereldoorlog tussen Duitsland en de Sovjet-Unie
- Noord-Korea tijdens en na de Koude Oorlog wordt door sommige analisten als een bufferstaat tussen de Volksrepubliek China en de Amerikaanse troepen in Zuid-Korea gezien
- Uruguay, tussen Brazilië en Argentinië
- Tibet tijdens The Great Game tussen Keizerrijk Rusland, Chinees Keizerrijk en Brits-Indië